# LHK Jestřábi Prostějov
LHK Jestřábi Prostějov (celým názvem: Lední hokejový klub Jestřábi Prostějov) je český klub ledního hokeje, který sídlí v Prostějově v Olomouckém kraji. Založen byl v roce 1913 jako hokejový odbor SK Prostějov. Hrál 1. ligu od roku 1993 do roku 1998, kdy prodal licenci klubu HC Rosice. V roce 1999 vznikl oddíl pod názvem HC Prostějov a odkoupil licenci na první ligu od HC Femax Havířov. Prostějovský celek hrál první ligu do roku 2005, kdy sestoupil do 2. ligy. Následující rok opět postoupil do 1. ligy, kterou hrál až do sezony 2007/2008, zakončil ji však sestupem. V sezoně 2013/14 vyhrál skupinu Východ a následně uspěl v baráži o 1. ligu, vrátil se tak do 2. nejvyšší soutěže. Současný klub Jestřábi Prostějov vznikl v roce 2004 jako nástupce HC Prostějov. Klubové barvy jsou červená, černá a zlatá.
Své domácí zápasy odehrává na zimním stadionu Prostějov s kapacitou 5 125 diváků.
Prostějov má dlouholetou rivalitu s klubem HC Zubr Přerov.

## Úspěchy
- Vicemistr Československa ze sezóny 1931/32
- Vítěz Tatranského poháru v letech 1932, 1946 a 1952

## Historické názvy
Zdroj: 
- 1913 – SK Prostějov (Sportovní klub Prostějov)
- 1945 – ČSSZ Prostějov (Československé stavební závody Prostějov)
- 1953 – DSO Tatran Prostějov (Dobrovolná sportovní organizace Tatran Prostějov)
- Slovan Prostějov
- 1959 – TJ Železárny Prostějov (Tělovýchovná jednota Železárny Prostějov)
- 1969 – TJ Prostějov (Tělovýchovná jednota Prostějov)
- HKC Prostějov
- BSH Prostějov
- 1989 – IHC Prostějov (Ice Hockey Club Prostějov)
- 1999 – HC Prostějov (Hockey Club Prostějov)
- 2004 – HK Jestřábi Prostějov (Hokejový klub Jestřábi Prostějov)
- 2009 – LHK Jestřábi Prostějov (Lední hokejový klub Jestřábi Prostějov)

## Soupiska 2024/2025
Aktuální k 17. 2. 2025.

| Brankáři | Brankáři                  | Brankáři                    | Brankáři | Brankáři | Brankáři |
| #        | Hráč                      | Datum narození a věk        | Výška    | Váha     | Hůl      |
| -------- | ------------------------- | --------------------------- | -------- | -------- | -------- |
| 30       | Samuel Baroš              | 10. února 1994 (31 let)     | 182 cm   | 82 kg    | L        |
| 36       | Denis Irgl                | 22. března 2004 (21 let)    | 186 cm   | 80 kg    | L        |
| 1        | Jan Kavan                 | 20. července 2005 (19 let)  | 185 cm   | 80 kg    | P        |
| 2        | Marek Štipčák             | 6. září 2001 (23 let)       | 179 cm   | 81 kg    | L        |
| Obránci  |                           |                             |          |          |          |
| #        | Hráč                      | Datum narození a věk        | Výška    | Váha     | Hůl      |
| 41       | Jakub Babka – A           | 5. září 1992 (32 let)       | 183 cm   | 82 kg    | P        |
| 15       | Erno Hopponen             | 16. prosince 1996 (28 let)  | 185 cm   | 92 kg    | L        |
| 21       | Jakub Husa                | 17. září 1997 (27 let)      | 194 cm   | 97 kg    | L        |
| 57       | Jiří Klimíček             | 30. listopadu 1992 (32 let) | 184 cm   | 87 kg    | L        |
| 82       | Jakub Kubeš               | 19. října 1996 (28 let)     | 194 cm   | 100 kg   | P        |
| 72       | Aleš Poledna              | 14. ledna 2002 (23 let)     | 182 cm   | 77 kg    | L        |
| 33       | Adam Studený              | 22. července 2001 (23 let)  | 189 cm   | 85 kg    | P        |
| 4        | Petr Šidlík – A           | 18. ledna 1994 (31 let)     | 183 cm   | 88 kg    | L        |
| 58       | Filipp Pangelov-Yuldashev | 15. února 1994 (31 let)     | 180 cm   | 87 kg    | L        |
| 34       | Jan Zdráhal               | 26. května 1991 (34 let)    | 186 cm   | 100 kg   | L        |
| Útočníci |                           |                             |          |          |          |
| #        | Hráč                      | Datum narození a věk        | Výška    | Váha     | Hůl      |
| 88       | Zdeněk Doležal            | 7. května 1993 (32 let)     | 181 cm   | 90 kg    | P        |
| 16       | Tobiáš Handl              | 2. července 2002 (22 let)   | 196 cm   | 95 kg    | L        |
| 76       | Petr Chlán                | 2. června 1999 (26 let)     | 183 cm   | 83 kg    | L        |
| 96       | Lukáš Chludil             | 10. července 2003 (21 let)  | 180 cm   | 80 kg    | L        |
| 56       | Mikuláš Jenčovský         | 22. ledna 2003 (22 let)     | 181 cm   | 76 kg    | L        |
| 47       | Pavel Jenyš – C           | 2. dubna 1996 (29 let)      | 192 cm   | 95 kg    | L        |
| 22       | Tomáš Jiránek – A         | 8. července 1991 (33 let)   | 189 cm   | 91 kg    | L        |
| 9        | Denis Kindl               | 4. srpna 1992 (32 let)      | 181 cm   | 82 kg    | P        |
| 23       | Matěj Korčák              | 13. října 2003 (21 let)     | 186 cm   | 84 kg    | L        |
| 11       | Jan Kučera                | 11. listopadu 2003 (21 let) | 189 cm   | 80 kg    | L        |
| 19       | Michal Kvasnica           | 17. května 2000 (25 let)    | 185 cm   | 88 kg    | L        |
| 67       | Martin Lang               | 15. září 2001 (23 let)      | 180 cm   | 78 kg    | P        |
| 20       | Roman Půček               | 13. dubna 2000 (25 let)     | 190 cm   | 87 kg    | L        |
| 62       | Aleš Půlpán               | 10. března 1992 (33 let)    | 177 cm   | 74 kg    | L        |
| 78       | Jan Slanina               | 23. prosince 2002 (22 let)  | 188 cm   | 86 kg    | L        |
| 78       | Anže Šiftar               | 21. února 2004 (21 let)     | 196 cm   | 93 kg    | L        |

## Přehled ligové účasti
Stručný přehled
Zdroj: 
- 1943–1944: Divize – sk. Východ (2. ligová úroveň v Protektorátu Čechy a Morava)
- 1945–1946: 1. liga – sk. B (1. ligová úroveň v Československu)
- 1946–1947: Moravskoslezská divize – sk. A (2. ligová úroveň v Československu)
- 1947–1948: 1. liga – sk. A (1. ligová úroveň v Československu)
- 1948–1949: 1. liga (1. ligová úroveň v Československu)
- 1949–1950: Oblastní soutěž – sk. E1 (2. ligová úroveň v Československu)
- 1950–1951: 1. liga (1. ligová úroveň v Československu)
- 1951–1953: 1. liga – sk. B (1. ligová úroveň v Československu)
- 1953–1954: Celostátní soutěž – sk. B (2. ligová úroveň v Československu)
- 1954–1955: Celostátní soutěž – sk. C (2. ligová úroveň v Československu)
- 1955–1956: Celostátní soutěž – sk. A (2. ligová úroveň v Československu)
- 1956–1957: 2. liga – sk. A (2. ligová úroveň v Československu)
- 1957–1962: 2. liga – sk. B (2. ligová úroveň v Československu)
- 1962–1963: Krajský přebor (3. ligová úroveň v Československu)
- 1963–1968: 2. liga – sk. C (2. ligová úroveň v Československu)
- 1968–1969: 2. liga – sk. B (2. ligová úroveň v Československu)
- 1969–1970: 1. ČNHL – sk. B (2. ligová úroveň v Československu)
- 1970–1971: Divize – sk. E (3. ligová úroveň v Československu)
- 1971–1973: 1. ČNHL – sk. B (2. ligová úroveň v Československu)
- 1973–1977: 1. ČNHL (2. ligová úroveň v Československu)
- 1977–1978: 2. ČNHL – sk. D (3. ligová úroveň v Československu)
- 1978–1979: 2. ČNHL – sk. B (3. ligová úroveň v Československu)
- 1979–1981: Krajský přebor (3. ligová úroveň v Československu)
- 1981–1983: 1. ČNHL – sk. B (2. ligová úroveň v Československu)
- 1983–1988: 2. ČNHL – sk. C (3. ligová úroveň v Československu)
- 1988–1990: Krajský přebor (4. ligová úroveň v Československu)
- 1990–1991: 2. ČNHL – sk. C (3. ligová úroveň v Československu)
- 1991–1993: 2. ČNHL – sk. D (3. ligová úroveň v Československu)
- 1993–1998: 1. liga (2. ligová úroveň v Česku)
- 1998–1999: bez soutěže
- 1999–2004: 1. liga (2. ligová úroveň v Česku)
- 2004–2005: 2. liga – sk. Východ (3. ligová úroveň v Česku)
- 2005–2008: 1. liga (2. ligová úroveň v Česku)
- 2008–2014: 2. liga – sk. Východ (3. ligová úroveň v Česku)
- 2014–2025 : 1. liga (2. ligová úroveň v Česku)

Jednotlivé ročníky
Zdroj: 
Legenda: červené podbarvení - sestup, zelené podbarvení - postup, fialové podbarvení - reorganizace, změna skupiny či soutěže
| Protektorát Čechy a Morava (1943 – 1944) |                           |        |    |     |                                                                  |          |             |
| Ročník                                   | Soutěž                    | Úroveň | PK | ZČ  | Play-off                                                         | Cel. um. | Pozn.       |
| 1943/1944                                | Divize – sk. Východ       | 2.     | 5  | 1.  | Finále (výhra 1:0 na branky nad HC Stadion Praha)                | 1.       | Postup      |
| Československo (1945 – 1993)             |                           |        |    |     |                                                                  |          |             |
| Ročník                                   | Soutěž                    | Úroveň | PK | ZČ  | Play-off                                                         | Cel. um. | Pozn.       |
| 1945/1946                                | 1. liga – sk. B           | 1.     | 6  | 6.  |                                                                  | 6.       | Sestup      |
| 1946/1947                                | MS Divize – sk. A         | 2.     | 6  | 1.  |                                                                  | 1.       | Postup      |
| 1947/1948                                | 1. liga – sk. A           | 1.     | 6  | 3.  |                                                                  | 3.       |             |
| 1948/1949                                | 1. liga                   | 1.     | 8  | 7.  |                                                                  | 7.       | Sestup      |
| 1949/1950                                | Oblastní soutěž – sk. E1  | 2.     | 6  | 1.  |                                                                  | 1.       | Postup      |
| 1950/1951                                | 1. liga                   | 1.     | 8  | 6.  |                                                                  | 6.       |             |
| 1951/1952                                | 1. liga – sk. B           | 1.     | 6  | 3.  |                                                                  | 3.       |             |
| 1952/1953                                | 1. liga – sk. B           | 1.     | 7  | 7.  |                                                                  | 7.       | Sestup      |
| 1953/1954                                | Celostátní soutěž – sk. B | 2.     | 4  | 1.  |                                                                  | 1.       | Finále      |
| 1954/1955                                | Celostátní soutěž – sk. C | 2.     | 4  | 1.  |                                                                  | 1.       | Finále      |
| 1955/1956                                | Celostátní soutěž – sk. A | 2.     | 6  | 3.  |                                                                  | 3.       |             |
| 1956/1957                                | 2. liga – sk. A           | 2.     | 6  | 6.  |                                                                  | 6.       |             |
| 1957/1958                                | 2. liga – sk. B           | 2.     | 9  | 7.  |                                                                  | 7.       |             |
| 1958/1959                                | 2. liga – sk. B           | 2.     | 12 | 4.  |                                                                  | 4.       |             |
| 1959/1960                                | 2. liga – sk. B           | 2.     | 12 | 2.  |                                                                  | 2.       |             |
| 1960/1961                                | 2. liga – sk. B           | 2.     | 12 | 5.  |                                                                  | 5.       |             |
| 1961/1962                                | 2. liga – sk. B           | 2.     | 12 | 12. |                                                                  | 12.      | Sestup      |
| 1962/1963                                | Krajský přebor            | 3.     |    | 1.  |                                                                  | 1.       | Postup      |
| 1963/1964                                | 2. liga – sk. C           | 2.     | 8  | 2.  |                                                                  | 2.       |             |
| 1964/1965                                | 2. liga – sk. C           | 2.     | 8  | 4.  |                                                                  | 41.      |             |
| 1965/1966                                | 2. liga – sk. C           | 2.     | 8  | 6.  |                                                                  | 6.       |             |
| 1966/1967                                | 2. liga – sk. C           | 2.     | 8  | 5.  |                                                                  | 5.       |             |
| 1967/1968                                | 2. liga – sk. C           | 2.     | 8  | 7.  |                                                                  | 7.       |             |
| 1968/1969                                | 2. liga – sk. B           | 2.     | 8  | 6.  |                                                                  | 6.       |             |
| 1969/1970                                | 1. ČNHL – sk. B           | 2.     | 14 | 14. |                                                                  | 14.      | Sestup      |
| 1970/1971                                | Divize – sk. E            | 3.     | 7  | 1.  |                                                                  | 1.       | Postup      |
| 1971/1972                                | 1. ČNHL – sk. B           | 2.     | 16 | 10. |                                                                  | 10.      |             |
| 1972/1973                                | 1. ČNHL – sk. B           | 2.     | 16 | 7.  |                                                                  | 7.       | Kvalifikace |
| 1973/1974                                | 1. ČNHL                   | 2.     | 12 | 10. |                                                                  | 10.      |             |
| 1974/1975                                | 1. ČNHL                   | 2.     | 12 | 9.  |                                                                  | 9.       |             |
| 1975/1976                                | 1. ČNHL                   | 2.     | 12 | 6.  |                                                                  | 6.       |             |
| 1976/1977                                | 1. ČNHL                   | 2.     | 12 | 12. |                                                                  | 12.      | Sestup      |
| 1977/1978                                | 2. ČNHL – sk. D           | 3.     | 10 | 5.  |                                                                  | 5.       |             |
| 1978/1979                                | 2. ČNHL – sk. B           | 3.     | 9  | 5.  |                                                                  | 5.       | Sestup      |
| 1979/1980                                | Krajský přebor            | 3.     |    | 1.  |                                                                  | 1.       |             |
| 1980/1981                                | Krajský přebor            | 3.     |    | 1.  |                                                                  | 1.       | Postup      |
| 1981/1982                                | 1. ČNHL – sk. B           | 2.     | 12 | 10. |                                                                  | 11.      | sk. o udr.  |
| 1982/1983                                | 1. ČNHL – sk. B           | 2.     | 12 | 8.  |                                                                  | 8.       | sk. o udr.  |
| 1983/1984                                | 2. ČNHL – sk. C           | 3.     | 8  | 2.  |                                                                  | 2.       |             |
| 1984/1985                                | 2. ČNHL – sk. C           | 3.     | 8  | 4.  |                                                                  | 4.       |             |
| 1985/1986                                | 2. ČNHL – sk. C           | 3.     | 8  | 7.  |                                                                  | 7.       |             |
| 1986/1987                                | 2. ČNHL – sk. C           | 3.     | 8  | 6.  |                                                                  | 6.       |             |
| 1987/1988                                | 2. ČNHL – sk. C           | 3.     | 8  | 8.  |                                                                  | 8.       | Sestup      |
| 1988/1989                                | Krajský přebor            | 4.     |    |     |                                                                  |          |             |
| 1989/1990                                | Krajský přebor            | 4.     |    | 1.  |                                                                  | 1.       | Postup      |
| 1990/1991                                | 2. ČNHL – sk. C           | 3.     | 10 | 6.  |                                                                  | 6.       | sk. o udr.  |
| 1991/1992                                | 2. ČNHL – sk. D           | 3.     | 8  | 6.  |                                                                  | 6.       |             |
| 1992/1993                                | 2. ČNHL – sk. D           | 3.     | 8  | 2.  |                                                                  | 2.       | Postup      |
| Česko (1993 – )                          |                           |        |    |     |                                                                  |          |             |
| Ročník                                   | Soutěž                    | Úroveň | PK | ZČ  | Play-off                                                         | Cel. um. | Pozn.       |
| 1993/1994                                | 1. liga                   | 2.     | 14 | 8.  | Předkolo (prohra 0:2 na zápasy s BK VTJ Havlíčkův Brod)          | 9.       |             |
| 1994/1995                                | 1. liga                   | 2.     | 14 | 12. | Předkolo (prohra 1:2 na zápasy s HC Hodonín)                     | 12.      |             |
| 1995/1996                                | 1. liga                   | 2.     | 14 | 10. | Čtvrtfinále (prohra 0:2 na zápasy s HC Slezan Opava)             | 10.      |             |
| 1996/1997                                | 1. liga                   | 2.     | 14 | 11. | Ne                                                               | 11.      |             |
| 1997/1998                                | 1. liga                   | 2.     | 14 | 13. | Ne                                                               | 6.       | Baráž       |
| 1998/1999                                | –                         | –      | –  | –   | –                                                                | –        | Postup      |
| 1999/2000                                | 1. liga                   | 2.     | 14 | 10. | Ne                                                               | 11.      | sk. o udr.  |
| 2000/2001                                | 1. liga                   | 2.     | 14 | 5.  | Čtvrtfinále (prohra 1:3 na zápasy s HC eDsystem Senators Rosice) | 5.       |             |
| 2001/2002                                | 1. liga                   | 2.     | 14 | 5.  | Čtvrtfinále (prohra 2:4 na zápasy s KLH Chomutov)                | 5.       |             |
| 2002/2003                                | 1. liga                   | 2.     | 14 | 5.  | Semifinále (prohra 0:3 na zápasy s HC Vagnerplast Kladno)        | 4.       |             |
| 2003/2004                                | 1. liga                   | 2.     | 14 | 11. | Skupina o udržení (3. místo)                                     | 13.      | Baráž       |
| 2004/2005                                | 2. liga – sk. Východ      | 3.     | 12 | 1.  | Finále (výhra 3:1 na zápasy nad HC Blansko)                      | 1.       | Baráž       |
| 2005/2006                                | 1. liga                   | 2.     | 14 | 13. | Ne                                                               | 13.      | Baráž       |
| 2006/2007                                | 1. liga                   | 2.     | 14 | 9.  | Ne                                                               | 9.       |             |
| 2007/2008                                | 1. liga – sk. Východ      | 2.     | 8  | 7.  | Ne                                                               | 15.      | sk. o udr.  |
| 2008/2009                                | 2. liga – sk. Východ      | 3.     | 16 | 14. | Ne                                                               | 14.      |             |
| 2009/2010                                | 2. liga – sk. Východ      | 3.     | 12 | 9.  | Ne                                                               | 9.       |             |
| 2010/2011                                | 2. liga – sk. Východ      | 3.     | 15 | 5.  | Čtvrtfinále (prohra 0:2 na zápasy s HC Zubr Přerov)              | 6.       |             |
| 2011/2012                                | 2. liga – sk. Východ      | 3.     | 11 | 4.  | Semifinále (prohra 2:3 na zápasy s HC AZ Havířov 2010)           | 4.       |             |
| 2012/2013                                | 2. liga – sk. Východ      | 3.     | 10 | 3.  | Semifinále (prohra 0:3 na zápasy s HC Baník Karviná)             | 5.       |             |
| 2013/2014                                | 2. liga – sk. Východ      | 3.     | 12 | 1.  | Finále (výhra 3:1 na zápasy nad HC Zubr Přerov)                  | 1.       | Baráž       |
| 2014/2015                                | 1. liga                   | 2.     | 14 | 13. | Ne                                                               | 13.      | sk. o udr.  |
| 2015/2016                                | 1. liga                   | 2.     | 14 | 5.  | Čtvrtfinále (prohra 0:4 na zápasy s HC Slavia Praha)             | 6.       |             |
| 2016/2017                                | 1. liga                   | 2.     | 14 | 7.  | Předkolo (prohra 1:3 na zápasy s HC Zubr Přerov)                 | 9.       |             |
| 2017/2018                                | 1. liga                   | 2.     | 14 | 6.  | Čtvrtfinále (prohra 2:4 na zápasy s Rytíři Kladno)               | 6.       |             |
| 2018/2019                                | 1. liga                   | 2.     | 15 | 7.  | Čtvrtfinále (prohra 3:4 na zápasy s VHK ROBE Vsetín)             | 7.       |             |
| 2019/2020                                | 1. liga                   | 2.     | 16 | 12. | Ne                                                               | 12.      |             |
| 2020/2021                                | 1. liga                   | 2.     | 18 | 11. | Předkolo (Prohra 0:3 na zápasy s HC RT TORAX Poruba 2011)        | 11.      |             |
| 2021/2022                                | 1. liga                   | 2.     | 17 | 8.  | Semifinále (prohra 1:4 na zápasy s VHK ROBE Vsetín)              | 4.       |             |
| 2022/2023                                | 1. liga                   | 2.     | 14 | 4.  | Semifinále (prohra 2:4 na zápasy s VHK ROBE Vsetín)              | 4.       |             |
| 2023/2024                                | 1. liga                   | 2.     | 14 | 3.  | Čtvrtfinále (prohra 0:3 na zápasy s Berani Zlín)                 | 6.       |             |
| 2024/2025                                | 1. liga                   | 2.     | 14 | 14. | Ne                                                               | 14.      | Sestup      |

## Účast v mezinárodních pohárech
Zdroj: 
Legenda: SP – Spenglerův pohár, EHP – Evropský hokejový pohár, EHL – Evropská hokejová liga, SSix – Super six, IIHFSup – IIHF Superpohár, VC – Victoria Cup, HLMI – Hokejová liga mistrů IIHF, ET – European Trophy, HLM – Hokejová liga mistrů, KP – Kontinentální pohár
- KP 2001/2002 – 2. kolo, sk. O (2. místo)

## Galerie

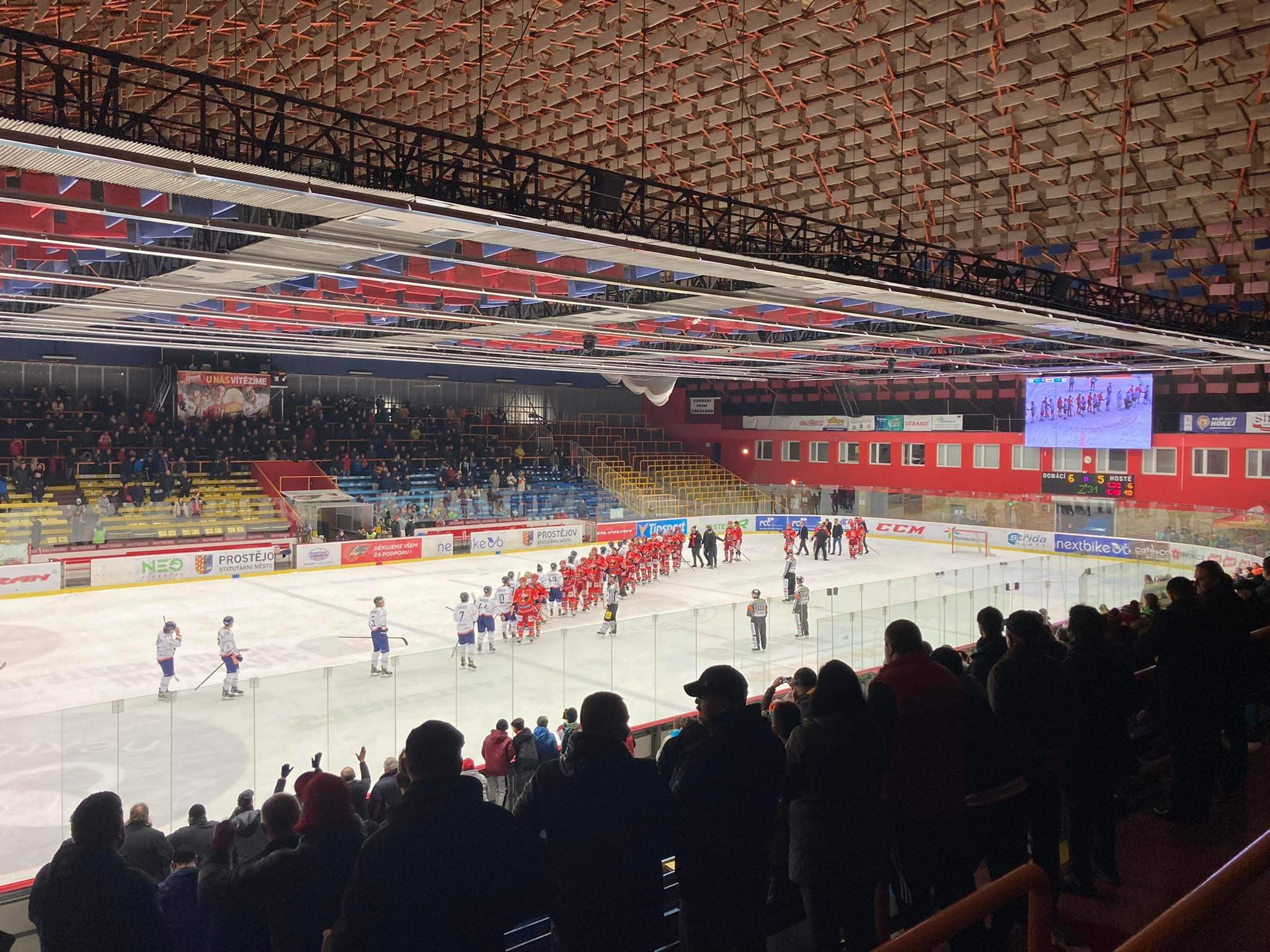
Prostějov - Litoměřice (6:5 pp), 2021/22
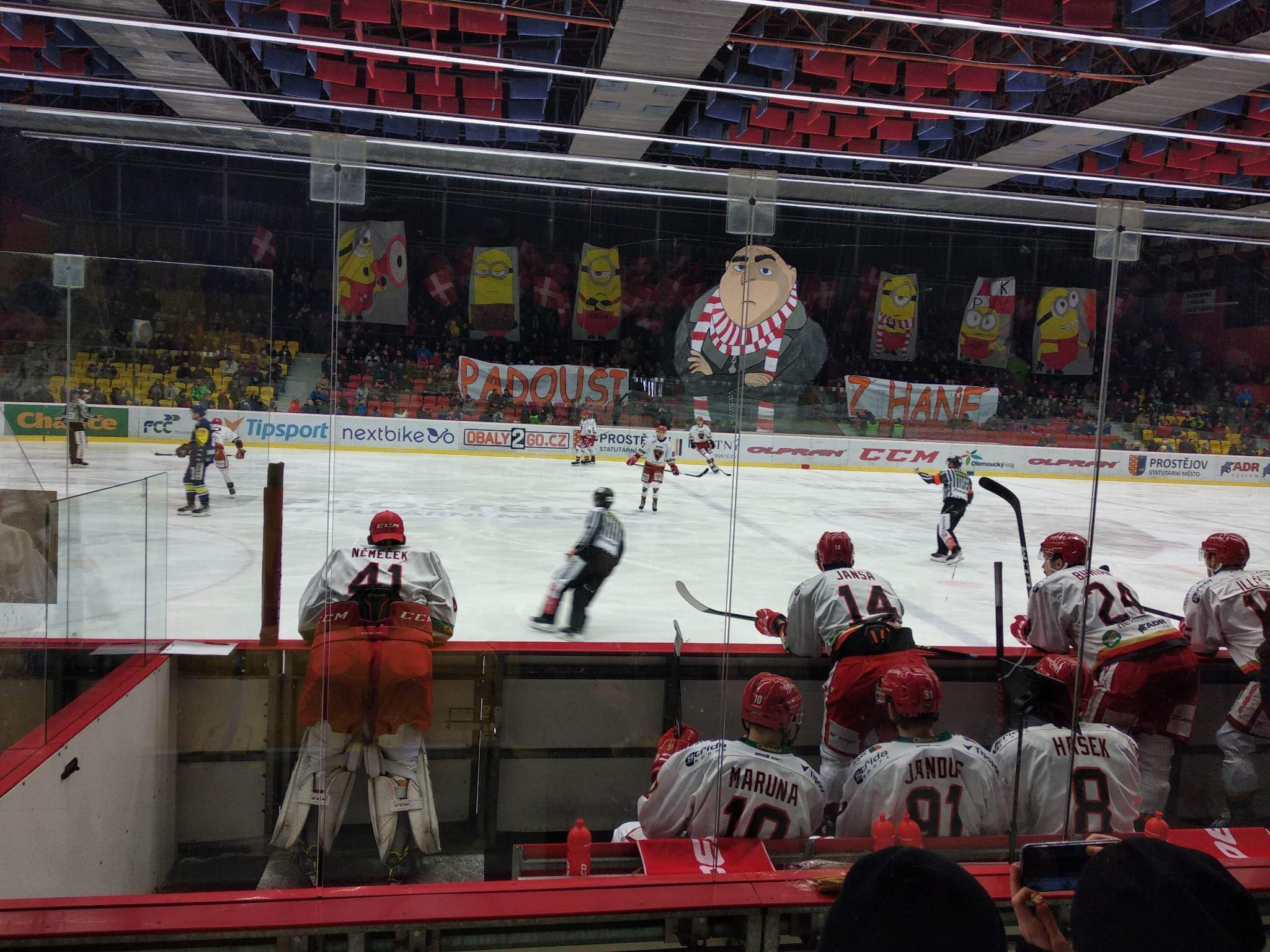
Choreo prostějovských fanoušků při hanáckém derby Prostějov - Přerov (3:2), 2022/23
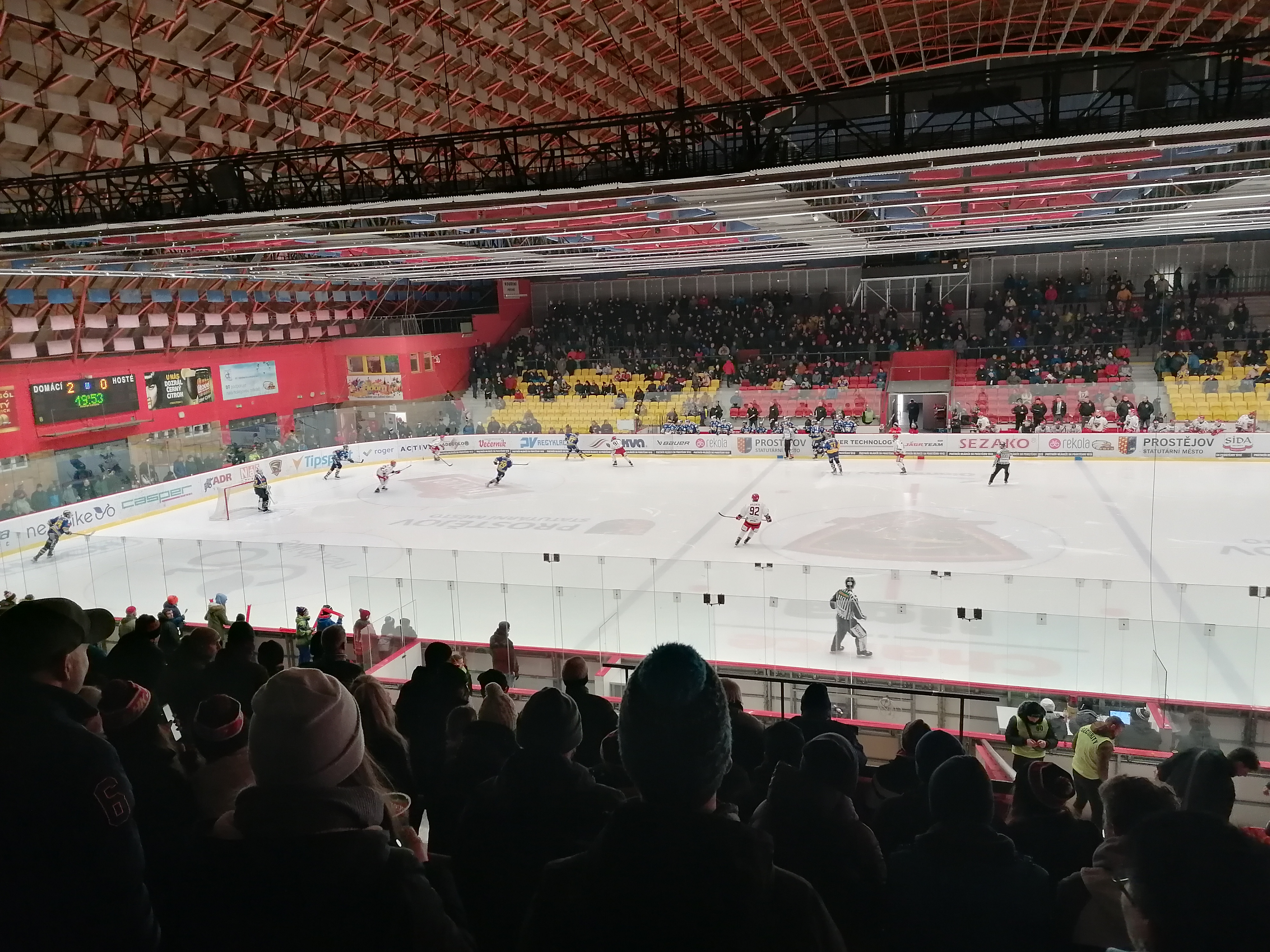
Prostějov - Zlín (5:1), 2022/23